# 臘戍縣
臘戍縣為緬甸撣邦下轄的一個縣，其區域面積為12,867.0平方公里，2014年人口612,248人，縣治臘戍。

## 区划沿革
2011年9月，臘戍縣下轄的班旺鎮區、勐冒鎮區、納潘鎮區和邦康鎮區4个镇区划归新设立的户板县管轄。
2014年10月，滚弄县划归腊戍县管辖。
2022年4月30日，孟崖镇区和当阳镇区划归新设立的当阳县管辖。

## 行政区划
臘戍縣下辖3个镇区：
- 腊戍镇区（Lashio Township）
- 兴威镇区（Hsenwi Township）
- 滚弄镇区（Kunlong Township）